# Мин Шэн
Мин Шэн (кит. 明升, пиньинь Míng Shēng, 1356—1391) — второй и последний правитель повстанческого государства Великое Ся на территории современного Китая.
Мин Шэн был сыном Мин Юйчжэня, который, примкнув к повстанческим «войскам в красных повязках», в 1357 году завоевал провинцию Сычуань, а в 1362 году провозгласил на её территории государство Ся. В 1366 году Мин Юйчжэнь скончался, и десятилетний Мин Шэн унаследовал трон.
Тем временем на основной территории Китая Чжу Юаньчжан, разбив как монголов, так и прочие повстанческие группировки, в 1368 году основал империю Мин. В 1370 году государство Ся получило предложение от империи Мин покориться, но ответило отказом. После неудачи дипломатии дело решила война: в 1371 году Фу Юдэ и Дэн Юй вторглись в Ся и захватили страну. Мин Шэн был сослан в Корею, а государство Ся присоединено к империи Мин.